# Louis de La Vergne-Montenard de Tressan (1670-1733)
Louis de La Vergne-Montenard de Tressan (Tressan, 1670 – Gaillon, 18 aprile 1733) è stato un arcivescovo cattolico francese.

## Biografia
Louis è il secondogenito di Geremia, signore di Tressan. Il fratello Francesco di La Vergne, è marchese di Tressan.
Dopo esser stato cappellano privato di Filippo I di Borbone-Orléans, nel 1717 è stato eletto vescovo di Vannes, senza mai essere consacrato.
Dal 1718 al 1723 è stato vescovo di Nantes.
Dal 1723 sino al 18 aprile 1733, giorno della sua morte, ha retto l'arcidiocesi di Rouen.

## Genealogia episcopale e successione apostolica
La genealogia episcopale è:
- Cardinale Scipione Rebiba
- Cardinale Giulio Antonio Santorio
- Cardinale Girolamo Bernerio, O.P.
- Arcivescovo Galeazzo Sanvitale
- Cardinale Ludovico Ludovisi
- Cardinale Luigi Caetani
- Vescovo Giovanni Battista Scanaroli
- Cardinale Antonio Barberini iuniore, O.S.Io.Hieros.
- Arcivescovo Charles-Maurice Le Tellier
- Arcivescovo Jean-Baptiste-Michel Colbert de Saint-Pouange
- Vescovo Olivier Jégou de Kervilio
- Arcivescovo Louis de La Vergne-Montenard de Tressan

La successione apostolica è:
- Vescovo Jean de Caulet (1726)
- Cardinale Étienne-René Potier de Gesvres (1728)
- Vescovo Jacques-Charles-Alexandre Lallemant (1729)
- Vescovo François de Lastic de Saint-Jal (1729)
- Cardinale Frédéric-Jérôme de La Rochefoucauld (1729)
- Cardinale Paul d'Albert de Luynes (1729)
- Vescovo Jean-François Boyer, C.R. (1731)
- Vescovo Claude Charles de Rouvroy de Saint Simon (1732)

## Stemma
| Image | Stemma |
| ----- | --- |
| \| \| | Louis de La Vergne-Montenard de Tressan Nobile e Arcivescovo di Rouen Tre strisce nere poste 1, 4. Due mucche rosse, simbolo della provincia di Béarn, poste 2, 3. Al centro dello stemma uno scudo con tre conchiglie argentee. |
|       | |